# Cyperus difformis
Cyperus difformis là loài thực vật có hoa trong họ Cói. Loài này được L. mô tả khoa học đầu tiên năm 1756.

## Hình ảnh

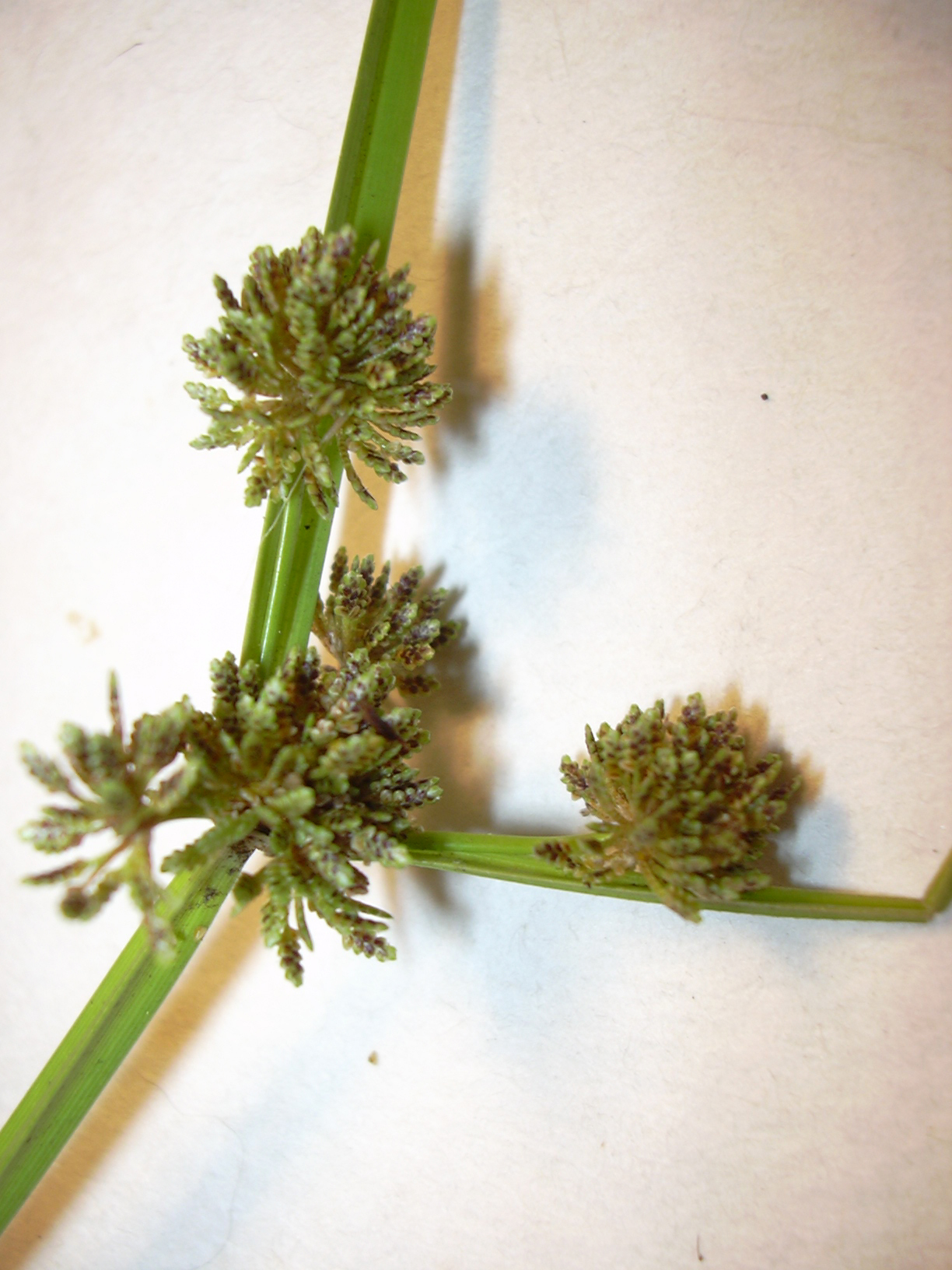
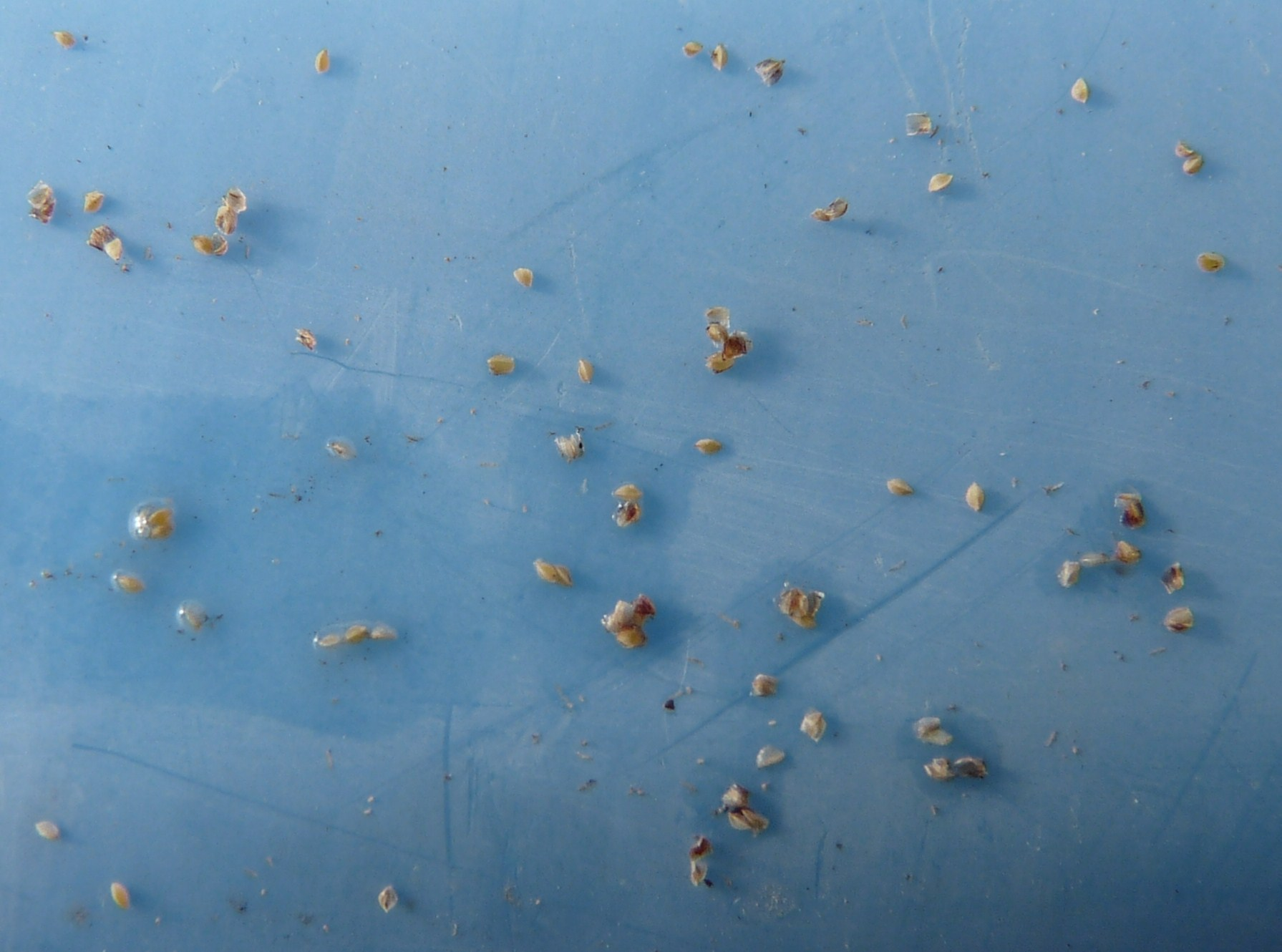
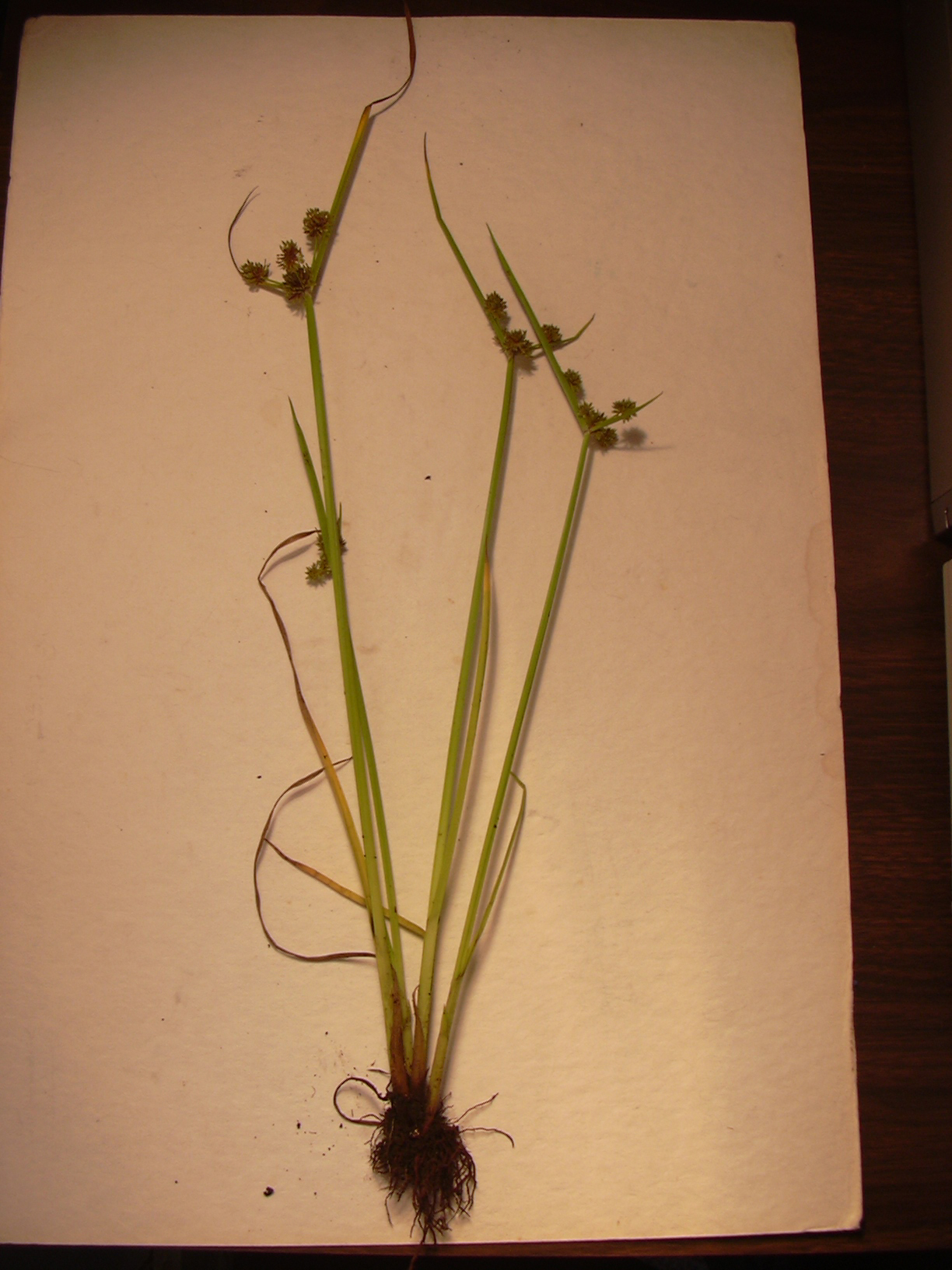
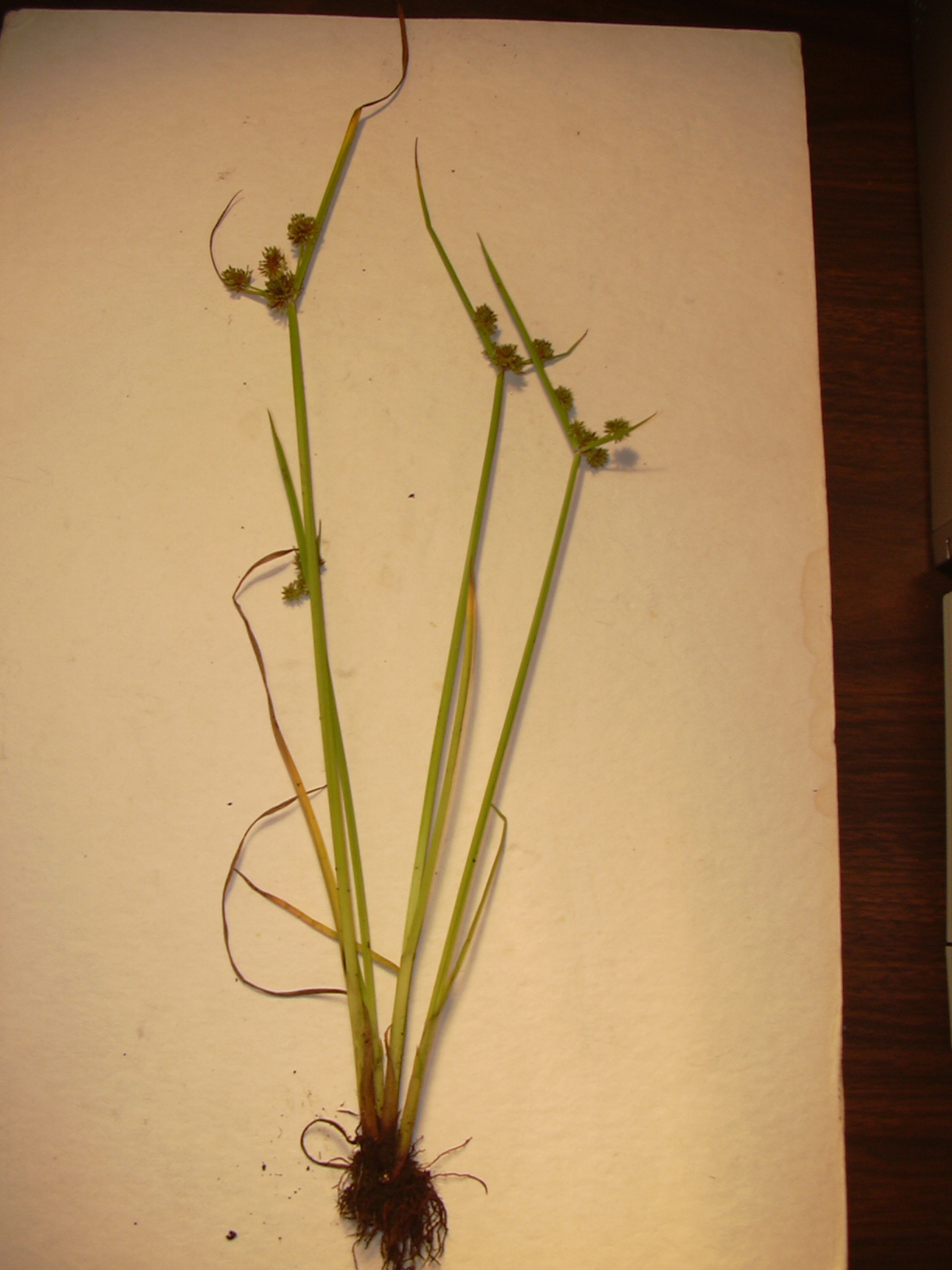